# Teodosio III
Teodosio III (en griego antiguo: Θεοδόσιος, romanizado: Theodósios) fue emperador bizantino desde c. mayo de 715 hasta el 25 de marzo de 717. Antes de ascender al poder y hacerse con el trono del Imperio bizantino, fue recaudador de impuestos en Adramitio. En 715, la armada bizantina y las tropas del Tema opsiciano, una de las provincias bizantinas, se sublevaron contra el emperador Anastasio II (r. 713-715), aclamando emperador a un reticente Teodosio. Teodosio condujo sus tropas a Crisópolis y después a Constantinopla, la capital, tomando la ciudad en noviembre de 715. Anastasio no se rindió hasta varios meses después, aceptando el exilio en un monasterio a cambio de conservar la vida. Muchos temas veían a Teodosio como un títere de las tropas del Tema opsiciano, y su legitimidad fue rechazada por los temas anatólico y los armeniaco que postulaban a sus respectivos strategoi León el Isaurio y Artabasdo.
León se autoproclamó emperador en el verano de 716 y se alió con el Califato omeya; Teodosio buscó la ayuda de los búlgaros del kaisar Tervel (r. 700-721), estableciendo un tratado que fijaba la frontera en Tracia y cediendo la región de Zagoria a los búlgaros, además de estipular el pago de tributos a éstos. A continuación, León dirigió sus tropas a Constantinopla, se apoderó de la ciudad de Nicomedia y capturó a numerosos dignatarios, entre ellos al hijo de Teodosio. Con su hijo cautivo, Teodosio siguió el consejo del patriarca Germano y del Senado bizantino y negoció con León, aceptando abdicar y reconocer a León como emperador, quien entró en Constantinopla y tomó definitivamente el poder el 25 de marzo de 717, permitiendo a Teodosio y a su hijo retirarse a un monasterio. No se sabe con exactitud cuándo murió Teodosio, pero pudo ser el 24 de julio de 754.

## Historia

### Antecedentes
Después de que el Califato omeya fuera rechazado en el primer asedio árabe a Constantinopla (674-678), árabes y bizantinos mantuvieron un periodo de paz entre ellos. El emperador bizantino Justiniano II (r. 685-695, 705-711) reanudó las hostilidades, que se saldaron con una serie de victorias árabes. Como consecuencia, los bizantinos perdieron el control sobre Armenia y los principados caucásicos, y los árabes invadieron gradualmente las tierras fronterizas bizantinas. Cada año, generales del califato lanzaban incursiones en territorio bizantino, apoderándose de fortalezas y ciudades. Después de 712, las defensas del Imperio bizantino se debilitaron, ya que las incursiones árabes penetraron más profundamente en el Asia Menor bizantina, y la respuesta bizantina a estas incursiones se hizo menos frecuente; gran parte de la frontera se despobló, ya que los habitantes fueron asesinados, esclavizados o expulsados, por lo que muchas fortalezas fronterizas, especialmente en Cilicia, fueron abandonadas gradualmente. El éxito de estas incursiones alentó a los árabes, que se prepararon para un segundo asalto contra Constantinopla, por entonces bajo el reinado del califa Walid I (r. 705-715). Tras su muerte, su sucesor, Suleimán I (r. 715-717) continuó planificando la campaña, comenzando a reunir sus tropas a finales de 716 en la llanura de Dabiq, al norte de Alepo, confiando el mando de estas fuerzas a su hermano, Maslama ben Abd al-Málik.
Eslavos y búlgaros también constituían una creciente amenaza para la frontera septentrional del Imperio bizantino, que ponía en peligro el control bizantino en los Balcanes. Durante el gobierno del emperador bizantino Filípico (r. 711-713), en 712 los búlgaros, bajo el mando del kaisar Tervel, avanzaron hasta las murallas de la propia Constantinopla, saqueando el país a su alrededor, incluidas las villas y haciendas cercanas a la capital, donde a menudo veraneaban las élites bizantinas.
Teodosio llegó al poder durante un periodo conocido como la «Anarquía de los veinte años», que se caracterizó por las luchas entre los emperadores y las élites y por la inestabilidad política, con una rápida sucesión de emperadores. Los nobles de la época solían ser oriundos de Asia Menor y rara vez tenían una estrategia sólida más allá de impedir que los emperadores se hicieran más fuertes y perturbaran el statu quo. La Anarquía de los veinte años comenzó cuando el emperador Justiniano II fue derrocado por Leoncio (r. 695-698) en 695, poniendo fin a la dinastía heracliana, que había conservado el poder durante ochenta años. Durante este periodo de anarquía, siete emperadores diferentes ocuparon el trono, incluido un restaurado Justiniano durante un tiempo. El historiador británico Romilly Jenkins afirma que entre 695 y 717 los únicos emperadores competentes fueron Tiberio III (r. 698-705) y Anastasio II (r. 713-715). El emperador León III (r. 717-741), que derrocó a Teodosio y cuya dinastía reinó durante 85 años, puso fin a la crisis.

### Ascenso al trono

Mapa del Imperio bizantino en 717

Los preparativos de Suleimán, incluida la construcción de una flota de guerra, no tardaron en llamar la atención del Imperio bizantino. El emperador Anastasio II comenzó a hacer preparativos para defenderse de este nuevo ataque. Entre otras medidas envió, bajo el pretexto de una embajada diplomática, al patricio y prefecto de la Ciudad Daniel de Sinope a espiar a los árabes, reforzó las defensas de Constantinopla y reforzó la Armada bizantina. El historiador bizantino del siglo IX Teófanes el Confesor afirma que, a principios de 715, Anastasio II había ordenado a la armada que se reuniera en Rodas para luego avanzar hasta Fénix. Fue allí donde las tropas del Tema opsiciano se amotinaron contra su comandante, Juan el Diácono, dándole muerte antes de zarpar hacia Adramitio, en el suroeste de Anatolia, y allí declararon emperador a Teodosio III, que ejercía como recaudador de impuestos. La Crónica de Zuqnin afirma que Teodosio gobernó bajo el nombre regnal de Constantino, siendo su nombre completo «Teodosio Constantino». El historiador J. B. Bury considera que fue elegido al azar por poco más que el hecho de que ya tenía un nombre que sonaba imperial, era inofensivo, desconocido pero respetable, y podía ser controlado fácilmente por los opacos. El bizantinista Graham Sumner opina que Teodosio podría ser la misma persona que el hijo del emperador Tiberio III, que también se llamaba Teodosio, lo que explicaría por qué pudo ser elegido por las tropas, ya que tendría la legitimidad de su padre, a su vez convertido en emperador por una revuelta de la Armada. Este Teodosio, hijo de Tiberio, fue obispo de Éfeso (c. 729), cargo que ocupó hasta su muerte, en torno al 24 de julio de 754, y fue una figura destacada del Concilio de Hieria en 754. Los historiadores Cyril Mango y Roger Scott no consideran probable esta teoría, ya que significaría que Teodosio vivió treinta años más tras su abdicación. Cyril Mango considera que en realidad fue el hijo de Teodosio III quien se convirtió en obispo, en lugar del hijo de Tiberio.
Teodosio no quería ser emperador. Según Teófanes:

Cuando los malhechores llegaron a Adramitio, al carecer de líder, encontraron allí a un lugareño llamado Teodosio, receptor de rentas públicas, apolítico y ciudadano privado. Le instaron a convertirse en emperador. Él, sin embargo, huyó a las colinas y se escondió. Pero le encontraron y le obligaron a aceptar la aclamación como emperador.

Fue aclamado como emperador Teodosio III por las tropas del Tema opsiciano en Adramitio en torno a mayo de 715. Anastasio dirigió su ejército a Bitinia en el Tema opsiciano para aplastar la rebelión. En lugar de quedarse a luchar contra Anastasio, Teodosio condujo su flota a Crisópolis, al otro lado del Bósforo. Desde Crisópolis se dirigió a Constantinopla e inició un asedio que duró seis meses, hasta que sus partidarios en la capital consiguieron abrirle las puertas, lo que le permitió tomar la ciudad en noviembre de 715. Anastasio permaneció varios meses en Nicea, hasta que aceptó abdicar y retirarse a un monasterio.

### Reinado

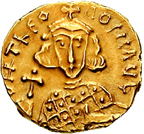
Sólido de Teodosio III. Aparece coronado, vestido con loros y sosteniendo globus cruciger y akakia.

Se sabe muy poco del reinado de Teodosio III, pero uno de sus primeros actos como emperador fue el restablecimiento de la representación del Sexto Concilio Ecuménico en el Gran Palacio de Constantinopla, que el emperador Filípico Bardanes había retirado, ganándose con ello el epíteto de «Ortodoxo» en el Liber Pontificalis. Teodosio, a quien las fuentes bizantinas describen como poco dispuesto e incapaz, estaba considerado por muchos de sus súbditos como un emperador títere de las tropas del Tema opsiciano, por lo que no fue reconocido como legítimo por los temas anatólico y armeniaco, que postulaban a sus respectivos strategoi (generales) León el Isaurio y Artabasdo. Aunque no adoptaron ninguna medida para impedir el derrocamiento de Anastasio, se opusieron a la ascensión de Teodosio, y León se autoproclamó emperador bizantino en el verano de 716. Teodosio buscó el apoyo de los árabes, algo que a éstos les interesaba pues consideraban ventajosa la desunión bizantina y que la confusión debilitaría su imperio y facilitaría la toma de Constantinopla. También negoció un tratado con el kaisar búlgaro Tervel (r. 700-721), probablemente para asegurarse su apoyo ante un inminente ataque árabe; el tratado fijaba la frontera entre el Imperio bizantino y el búlgaro en Tracia, cediendo la región de Zagoria a los búlgaros, además de estipular el pago de tributos a los búlgaros, la devolución de fugitivos y algunos acuerdos comerciales.
Por aquel entonces, Suleimán había iniciado su avance en territorio bizantino, sitiando Amorio, mientras que otra fuerza se adentraba en Capadocia; pero Tras negociar con León, se retiraron. Poco después de declararse emperador, León inició la marcha de sus tropas hacia Constantinopla, capturando primero Nicomedia, donde encontró y capturó, entre otros dignatarios, al hijo de Teodosio, y luego marchó hacia Crisópolis. Tras la captura de su hijo, Teodosio, siguiendo el consejo del patriarca Germano y del Senado bizantino, aceptó abdicar y reconocer a León como emperador. El historiador británico J. B. Bury opina que la élite de Constantinopla, que podría haberse puesto del lado del inofensivo Teodosio, lo que seguramente no les debilitaría políticamente, sin embargo se puso del lado de León ya que consideraron que Teodosio no era lo bastante competente para hacer frente a la amenaza árabe; afirma además que la reunión del patriarca, el Senado y los principales funcionarios, en la que se eligió a León en lugar de a Teodosio, se hizo con el conocimiento y consentimiento del propio Teodosio, que aceptó la decisión. Bury sostiene que, sin la amenaza de los árabes, es posible que Teodosio hubiera conservado el poder y que le habría sucedido una serie de emperadores nominales, controlados por los funcionarios de la corte y las élites.
León entró en Constantinopla y se hizo definitivamente con el poder el 25 de marzo de 717, permitiendo a Teodosio y a su hijo, que también se llamaba Teodosio, retirarse a un monasterio y vivir como monjes. Tras su retiro, algunos autores consideran que Teodosio podría haberse convertido en obispo de Éfeso hacia 729 si, como se dijo anteriormente, se trataba de la misma persona que Teodosio, hijo de Tiberio y, si es el mismo, también según Sumner, murió el 24 de julio de 754. Tanto él como su hijo están enterrados en la iglesia de San Felipe de Éfeso.